# Armadillidium lusitanicum
Armadillidium lusitanicum är en kräftdjursart som beskrevs av Karl Wilhelm Verhoeff 1907. Armadillidium lusitanicum ingår i släktet Armadillidium och familjen klotgråsuggor. Inga underarter finns listade i Catalogue of Life.